# Camporgiano
Camporgiano is een gemeente in de Italiaanse provincie Lucca (regio Toscane) en telt 2357 inwoners (31-12-2004). De oppervlakte bedraagt 27,1 km², de bevolkingsdichtheid is 87 inwoners per km².

## Demografie
Camporgiano telt ongeveer 919 huishoudens. Het aantal inwoners daalde in de periode 1991-2001 met 2,8% volgens cijfers uit de tienjaarlijkse volkstellingen van ISTAT.
| Jaar | Inwoneraantal |
| ---- | ------------- |
| 1991 | 2463          |
| 2001 | 2394          |

## Geografie
De gemeente ligt op ongeveer 475 m boven zeeniveau.
Camporgiano grenst aan de volgende gemeenten: Careggine, Castelnuovo di Garfagnana, Minucciano, Piazza al Serchio, Pieve Fosciana, San Romano in Garfagnana, Vagli Sotto.

## Geboren in Camporgiano
- Paolo Bertoli (1908-2001), kardinaal

## Externe link

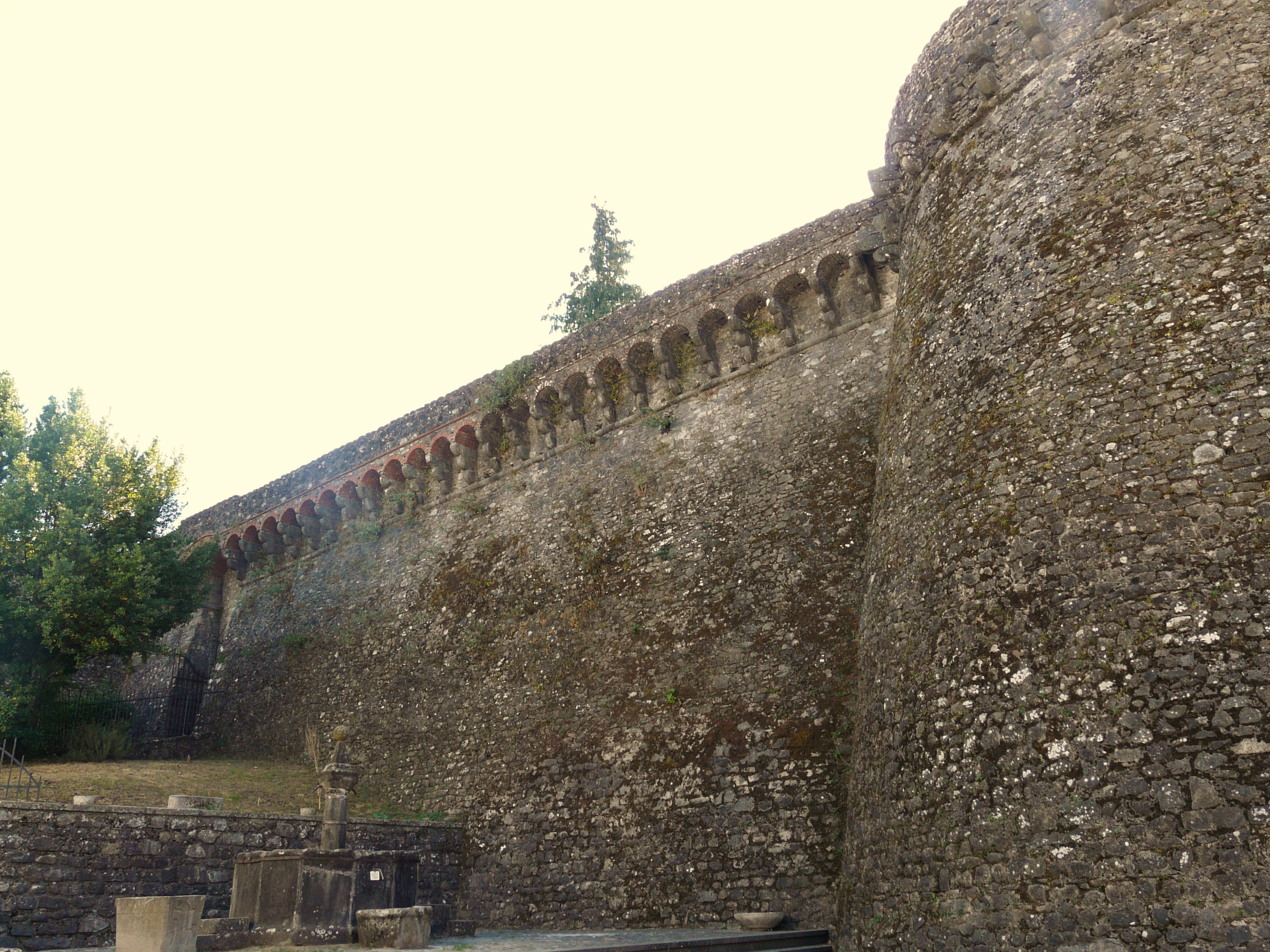